# 竹本克明
竹本 克明 （たけもと かつあき）は、日本の映画プロデューサー・映像士。

## 経歴
1960年、岡山県に生まれる。東北新社にて、CMの演出を多数務めて後映画製作に携わるようになる。東北新社を退社後、ギャガ・コミュニケーションズ、GDHを経て、2011年に株式会社ヴァンブックを設立。『鮫肌男と桃尻女』など音楽系や先鋭的な作品を多数手がけているため、アート系のプロデューサーと思われがちだが、『バトルロワイヤル』のような大作から、ピンクリボンと連動した『Mayu-ココロの星-』や、地方発信の企画として一大ブームを巻き起こした『佐賀のがばいばあちゃん』のプロデュースにも参加するなど、その映画センスは新しいジャンルを開拓している。

## プロデュース作品
- 『乳房』(1993年）
- 『クレープ』(1993年）
- 『洗礼』(1995年）
- 『MIDORI』(1996年）
- 『冷たい血』(1997年）
- 『変』（1997年）
- 『鮫肌男と桃尻女』（1999年）
- 『EM EMBALMING』(1999年）
- 『WiLD ZERO』(1999年）
- 『バトルロワイヤル』（2000年）
- 『19』(2001年）
- 『エコエコアザラク4』(2001年）
- 『ワイルド・フラワーズ (映画)』(2004年）
- 『佐賀のがばいばあちゃん』（2006年）
- 『最終兵器彼女』（2006年）
- 『ロボ☆ロック』（2007年）
- 『Mayu-ココロの星-』（2007年）
- 『那須少年記』(2008年）
- 『三十九枚の年賀状』(2010年）
- 『六月燈の三姉妹』(2013年）